# Nedzsd
A Nedzsd ( arabul: نجد , jelentése: fennsík) Szaúd-Arábia középső régiója. Kiterjedt fennsík, területe mintegy 1,1 millió km², átlagos magassága 750-1500 méter. Sivatagos-félsivatagos száraz terület. Környezetéhez képest a Nedzsd nagy része kevésbé zord, évi 100 mm csapadékátlaggal, télen itt-ott kizöldülő, bozótos félsivatag. A hegyvonulatok közti, nem túl mély völgyek többsége homoksivatag. 
Határai nyugaton a Hidzsáz, keleten el-Hasza, északon a Nefúd-sivatag, délen a Rab-el-Háli homoksivataga.  
A sivatagi éghajlat miatt jelentősebb települések csak az oázisok környékén alakultak ki. A régióban kb. 4 millió ember lakik. Keleti szélén fekszik Rijád, az ország fővárosa. 

## Fordítás
Ez a szócikk részben vagy egészben  a   Najd című angol Wikipédia-szócikk fordításán alapul.  Az eredeti cikk szerkesztőit annak laptörténete sorolja fel. Ez a jelzés csupán a megfogalmazás eredetét és a szerzői jogokat jelzi, nem szolgál a cikkben szereplő információk forrásmegjelöléseként.
Ez a szócikk részben vagy egészben  a   Najd című német Wikipédia-szócikk fordításán alapul.  Az eredeti cikk szerkesztőit annak laptörténete sorolja fel. Ez a jelzés csupán a megfogalmazás eredetét és a szerzői jogokat jelzi, nem szolgál a cikkben szereplő információk forrásmegjelöléseként.